# Йоганн Левенталь
Йоганн Якоб Левенталь (угор. Löwenthal János Jakab, англ. Johann Jacob Löwenthal; 15 липня 1810, Пешт — 20 липня 1876, поблизу Гастінгса) — англійський, раніше австро-угорський, шахіст, один з найсильніших у світі в середині XIX століття. Шаховий літератор. Редактор (1863–1867) журналу «The Chess Player's Magazine».
Учасник матчу за листуванням Пешт — Париж (1842–1845), в якому угорські шахісти (Й. Сен, В. Грімм) виграли обидві партії. Після участі в угорській революції (1848—1849) був змушений емігрувати до США, де зіграв (1850) невеликий матч проти 13-річного П. Морфі — ½:1½. З 1851 жив в Англії. Виступив на 1-му міжнародному турнірі в Лондоні (1851), але програв у першому ж колі Е. Вільямсу — ½:2½. Найвищі досягнення (1-е місце): турнір Британського шахової асоціації (Манчестер, 1857; попереду А. Андерсена) і турнір у Бірмінгемі (1858; попереду Е. Фалькбеєра, Г. Стаунтона, П. Ш. Сент-Амана).

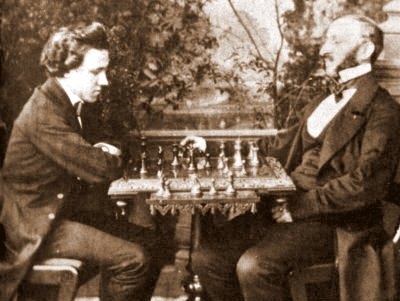
П. Морфі (ліворуч) — Й. Левенталь (праворуч), 1858

Зіграв низку матчів, найважливіші з яких: проти Е. Вільямса (1851; +7-5 =4), А. Андерсена (1851; 2: 5), Б. Горвіца (1852; 4:1), Д. Гаррвіца (1853; +10-11 =10).
1858 року програв матч Полу Морфі — 4:10 (+3-9 =2), але з найкращим серед європейських майстрів результатом. Активний організатор шахового життя Англії.

## Книги
- Morphy's games, N. Y. — L., 1860  [Архівовано 9 лютого 2015 у Wayback Machine.];
- Works on the history and theory of chess, English and Foreign, L., 1876.